# Cornifrons actualis
Cornifrons actualis là một loài bướm đêm trong họ Crambidae.